# Ozerne
Ozerne  (ucraniano: Озерне) es una localidad del Raión de Izmail en el Óblast de Odesa de Ucrania. Según el censo de 2001, tiene una población de 5370 habitantes.